# 鳥居功太郎
鳥居 功太郎（とりい こうたろう、1988年10月19日 - ）は、日本の俳優。愛知県出身。JFCT所属。

## 人物
身長175cm。体重62kg。血液型はAB型。
以前は東映マネージメントに所属していた。

## 出演作品

### 映画
- sing the blues（2010年） - 主演 ※自主映画
- MADE IN JAPAN 〜こらッ!〜（2010年）　監督：高橋伴明
- 架空OL日記（2020年）
- 鬼が笑う（2022年）- 神谷信太郎 役
- 近江商人、走る!（2022年12月30日） - 佐助 役[1]

### テレビドラマ
- 警視庁捜査一課9係 season10 第8話（2015年） - 湯浅典明 役
- タリオ 復讐代行の2人 第4話 （2020年） - 中川 役
- 悪女（わる）働くのがカッコ悪いなんて誰が言った? 第2話（2022年4月20日、日本テレビ）
- 相棒season21 第19話（2023年3月1日、テレビ朝日）- 男B（とおる）役

### ウェブドラマ
- 今日も浮つく、あなたは燃える（2022年12月28日、BUMP） - 橘聡太 役[2][3]
- 恋するキッチンカー（2025年2月4日、ホクレン農業協同組合連合会・YouTube） - 小笠原 役[4]

### 舞台
- ストリッパー物語（2010年）
- いつも心に太陽を（2010年）
- MIWA（2013年）　野田地図
- バンク・バン・レッスン（2014年）
- 俺の屍を越えて行け（2014年）
- 死と乙女（2014年）
- 絢爛とか爛漫とか（2014年）
- 大洗にも星はふるなり（2014年）
- たまらんファウスト（2014年）
- コクハクチ。（2014年）
- ほな、また。（2015年）
- おいらく狂騒曲 〜フライング・ハイ・トリップ・ジジイ（2015年）